# Păstrăv de lac
Păstrăvul de lac (Salmo trutta lacustris) este un pește răpitor lacustru dulcicol din familia salmonide (Salmonidae), din lacurile reci din nordul Europei (Peninsula Scandinavică, Ladoga, Onega), din Alpi și Caucaz. De obicei se găsește în lacurile ce trec de 1800 m altitudine. Păstrăvul de lac este socotit ca o formă a păstrăvului de râu, adaptată la o viață sedentară, în lacurile de munte. În România se gaseste cel mai mult in Lacul Roșu, deasupra Cheilor Bicazului, unde este probabil introdus, in barajul Pecineagu, lacul Ochiul Beiului si in majoritatea lacurilor glaciare. Se mai găsește și în lacul Gâlcescu (altitudine de 2.000 m). S-a introdus și în lacul de baraj de la Bicaz. În Lacul Roșu el s-a hibridizat cu păstrăvul de munte, dar ocazional se mai întâlnesc exemplare de talie mare, având caracterele pure a păstrăvului de lac. Preferă apele largi, deschise (lacuri), adânci și de mare altitudine. Peștii tineri stau mai mult la suprafața apei sau chiar în regiunea malurilor. Peștii adulții preferă stratul de apă până la 40 m.
Este mai mare ca păstrăvul de râu. Are o lungime obișnuită 60 cm; excepțională 1,40 m. Greutate obișnuită 1 kg; indivizi de 10-15 kg nu sunt rari, poate ajunge excepțional la 31 kg. Trăiește până la 20 de ani. Asemănător ca înfățișare cu păstrăvul de munte. Are corpul alungit, ușor comprimat lateral și acoperit cu solzi relativ mari. Capul este mare, botul scurt și obtuz. Gura largă, prevăzută cu dinți. Dentiția prevomerului este variabilă, dinții manubriului dispuși numai pe unul, sau pe două rânduri, sau în partea anterioară pe un rând, iar în cea posterioară pe două rânduri. Înotătoarea dorsală scurtă cu marginea dreaptă, iar înotătoarea anală ușor concavă. Înotătoarele pectoralele și ventralele scurte și rotunjite. Înotătoarele ventralele se inserează în urma mijlocului înotătoarei dorsale. Înotătoarea caudală slab excavată. Înotătoarea adipoasă se inserează deasupra părții posterioare a înotătoarei anale. Linia laterală completă, rectilinie, dispusă pe mijlocul corpului și al pedunculului caudal.

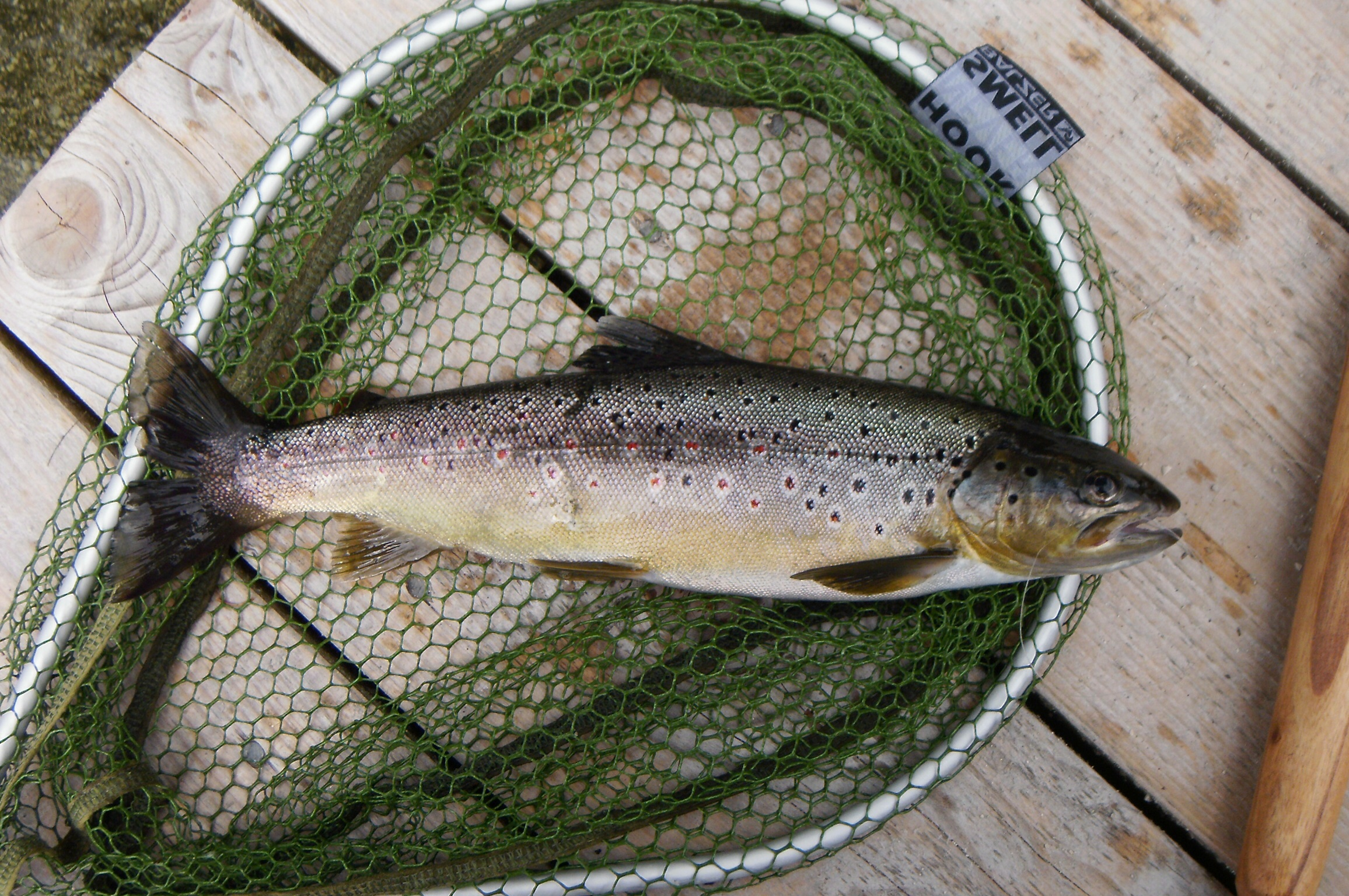
Păstrăvul de lac

Spatele este albastru-verzui sau cenușiu; flancurile și abdomenul sunt argintii. Au numeroase pete pe jumătatea superioară a corpului care sunt negre, rotunde, dar mai ales colțurate (dreptunghiulare) sau în formă de X; aceste pete se găsesc și pe opercul și pe înotătoarea dorsală, unde stau în serii regulate, între radiile aripioarei. Aceste pete nu sunt, niciodată, înconjurate de un inel colorat mai deschis. Exemplarele tinere mult mai deschise la culoare au  în lungul părții mijlocii a flancurilor pete roșii sau portocalii, asemănătoare celor de la păstrăvul de munte, dar în general în număr mai mic. Exemplarele juvenile practic nu pot fi deosebite de cele ale păstrăvul de munte.
Adulții sunt răpitori, consumând peștișori. Peștii tineri se hrănesc cu larve de insecte: perlide, friganeide (Phryganeidae), gamaride (Gammaridae), etc. 
Maturitatea sexuală este atinsă începând de la vârsta de 5 ani, majoritatea exemplarelor devin însă mature abia la 6-7 ani. Depune icrele are loc în septembrie-decembrie, la o temperatură a apei de 8° și mai puțin, alegându-și cu preferință regiunile de scurgere a pârâielor în lacuri sau chiar unele locuri mai puțin adânci ale lacului unde o femelă depune 20000-30000 icre cu un diametru cuprins între 3-6 mm, durata dezvoltării icrelor este de 180-200 de zile.
Importanța economică în România a păstrăvul de lac este mică, din cauza cantității reduse ce se pescuiește.